# 赤穂市立城西小学校
赤穂市立城西小学校（あこうしりつ じょうさいしょうがっこう）は、兵庫県赤穂市にある公立小学校。

## 沿革
- 1984年4月1日 - 赤穂市立赤穂小学校、赤穂市立塩屋小学校から分離し開校

## 通学区域
- 加里屋(赤穂小学区への編入区域を除く)、三樋町、六百目町、城西町、若草町、長池町、惣門町、塩屋(三樋町の南に沿接する地区、宮前町の北に沿接する地区)、宮前町、大町、農神町、上仮屋、上仮屋北、上仮屋南、西浜町及び中広(東沖)

## 進学先中学校
- 卒業生の大半は赤穂市立赤穂中学校へ進学する。

## 通学区域が隣接している学校
- 赤穂市立塩屋小学校
- 赤穂市立赤穂小学校
- 赤穂市立尾崎小学校